# Цыганка (приток Сосенки)
Цыга́нка (Я́зовка) — река на юге Москвы, в районе Южное Бутово Юго-Западного административного округа и поселении Воскресенское Новомосковского административного округа, левый приток реки Сосенки. Протекает в открытом русле.
Некоторые источники (Р. А. Агеева) не выделяют Корюшку, считая её частью Цыганки. Агеева пишет, что местные жители по неясной мотивации называют Цыганкой низовье реки.

## География и гидрология
Длина реки от слияния истоков 5 км. Длина с учётом реки Корюшка и временных водотоков в её верховьях 10—11 км (10,8 км, из них в открытом русле 7,7 км). В верхнем течении реки (на границе Южного Бутова) местность по её берегам безлесная. На лугах по правому берегу обильно произрастает купальница.
Река образуется при слиянии рек Чечёра и Корюшка у деревни Язово (поселение Воскресенское). После образования Цыганка на протяжении 2,5 км течёт на запад по границе Южного Бутова и поселения Воскресенское. На этом участке имеет притоки: Язовский ручей и ручей в Каракашеве (левые). На левом берегу находятся деревни Язово и Каракашево (поселение Воскресенское). На правом берегу — коттеджный посёлок Потапово в составе Южного Бутова. Далее протекает по территории поселения Воскресенское. На правом берегу находится деревня Губкино. В нижнем течении протекает через посёлок подсобного хозяйства «Воскресенское», где на реке устроен каскад Воскресенских прудов. Через реку переброшено три автомобильных моста. Впадает в Сосенку на западной границе посёлка.

## Происхождение названия
Происхождение гидронима «Цыганка» неизвестно. Гидроним «Язовка» связан с деревней Язово, у которой начинается река.

## Экологические проблемы
В 2015 году жители Южного Бутова и микрорайона Потапово пожаловались на растущую свалку в реке Цыганка. Отходами завалено четыре тысячи квадратных метров берега, высота мусорных гор достигла четырёх метров. Ущерб экологии из-за загрязнения реки Цыганка в Новой Москве столичный Департамент природопользования оценил в 123 млн рублей.
Река Цыганка стала границей между противоборствующими сторонами — с одного берега находится микрорайон Потапово, с другого — СНТ «Щербинка», СНТ «Первые сады», СНТ «Язово», СНТ «Строитель» и ЖК «Кронбург», ведущее рядом с Южным Бутово малоэтажную застройку.
По результатам проверки, проведённой Межрайонной природоохранной прокуратурой, определён размер ущерба окружающей среде, составивший 241,776 миллионов рублей. В частности, были зафиксированы нарушения со стороны лиц, сваливших строительный мусор и отвалы грунта в прибрежной полосе при слиянии рек Цыганка и Чечёра. Высота отвалов составила в среднем 4 метра. По заключению прокуратуры, захоронение этого мусора должно проводиться в специально отведённых местах (к которым не относится долина Цыганки), а необорудованная свалка несёт пятый класс опасности.